# Asociația de Fotbal din Singapore
Asociația de Fotbal din Singapore este corpul guvernator principal din Singapore.

## Președinți

### Presidents
- Soh Ghee Soon: Începutul anilor '50 - 1963
- Hussein Kumari: 1963-
- N Ganesan: 1974 - 1981
- Abbas Abu Amin: 1989-1991
- Mah Bow Tan
- Ho Peng Kee
- Maior Zainudin bin Nordin, 2009-